# Анисимова, Нина Валентиновна
Ни́на Валенти́новна Ани́симова (род. 26 февраля 1973, Ленинград) — российская триатлонистка, участница двух летних Олимпийских игр.

## Спортивная биография
Родилась 26 февраля 1973 года в Ленинграде.
В составе сборной России Анисимова выступает с 1992 года.
В 2000 году Нина Анисимова дебютировала на летних Олимпийских играх в Сиднее. В соревнованиях по триатлону российская спортсменка после плавания и велоезды уверенно занимала 15-е место, но благодаря неплохому бегу Анисимова финишировала 12-й.
В 2004 году Анисимова вновь выступила на летних Олимпийских играх. После плавания российская триатлонистка занимала лишь 21-е место, отставая от лидера более чем на 1 минуту. Велосипедная гонка не смогла помочь отыграть отставание, а даже существенно увеличило его, а во время бега спортсменка и вовсе сошла с дистанции.

## Личная жизнь
- Окончила Санкт-Петербургскую государственную академию физической культуры им. П. Ф. Лесгафта.